# Amara (Rumania)
Amara es una ciudad con estatus de oraș de Rumania. Es un centro turístico en el condado de Ialomita, Muntenia. Se encuentra a 7 km al noreste de Slobozia, a orillas del lago Amara. Amara fue declarada ciudad en abril de 2004. Tiene una superficie de 562 ha.
Según el censo de 2011, tiene 7345 habitantes, mientras que en el censo de 2002 tenía 7627 habitantes. La casi totalidad de la población es de etnia rumana (95,06 %).
La gran mayoría de los habitantes son cristianos de la Iglesia Ortodoxa Rumana (95,18 %).